# Leonardo Della Torre
Leonardo Della Torre (Génova, 1570 – Génova, 16 de agosto de 1651) foi o 100.º Doge da República de Génova.

## Biografia
Em 30 de junho de 1631, ainda sindicato supremo e senador, foi escolhido pelo Grande Conselho para liderar o cargo mais alto do estado, o quinquagésimo quinto na sucessão bienal e o centésimo na história republicana. O seu mandato como Doge é lembrado nas crónicas genovesas principalmente pela negociação de paz que iniciou com o Ducado de Saboia. Ele terminou o seu mandato de dois anos em 30 de junho de 1633, mas até a sua morte em 1651 continuou a servir ao estado em cargos oficiais.